# Proprietate privată

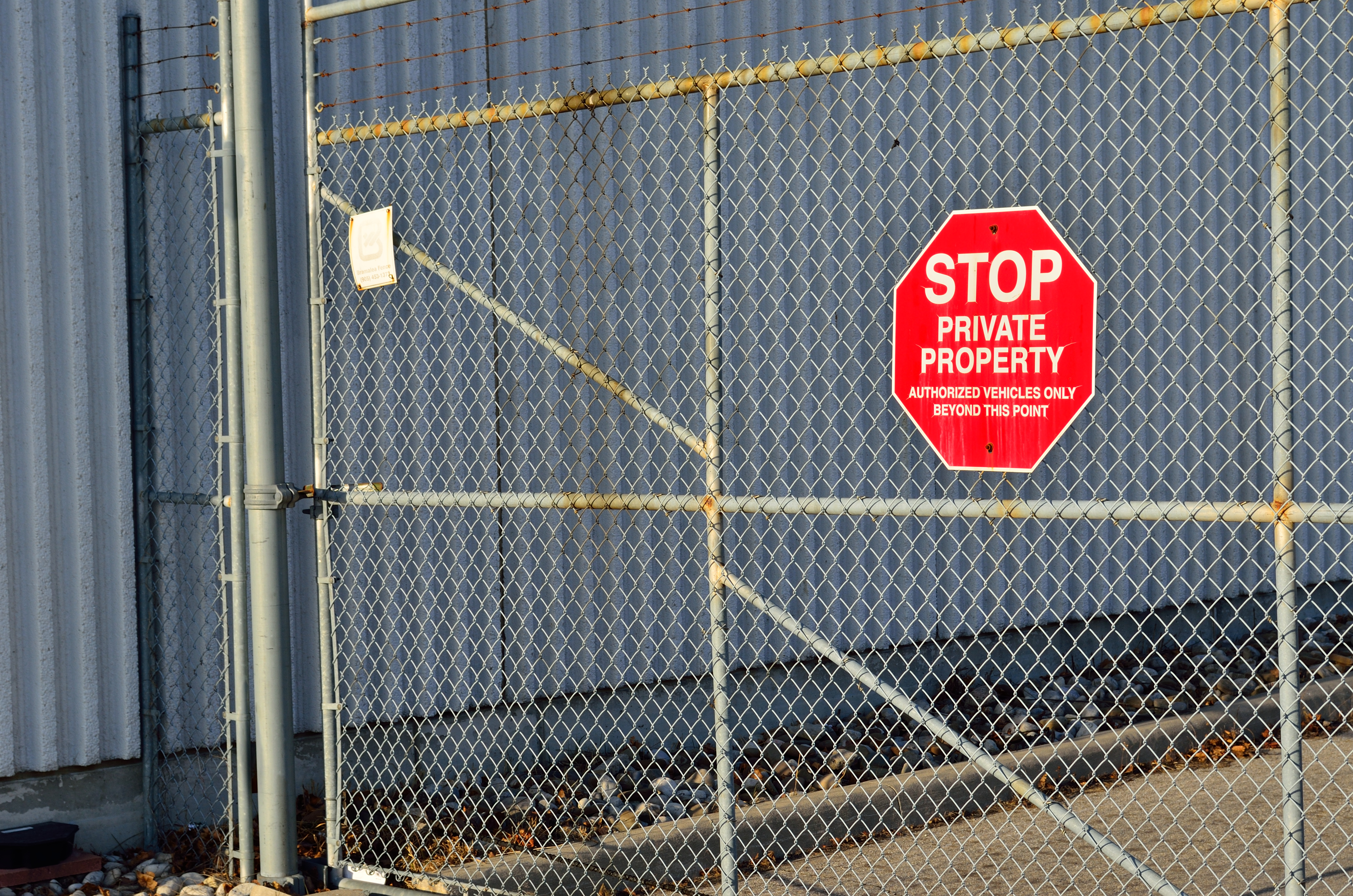
Indicator de proprietate privată

Proprietatea privată reprezinta acea proprietate deținută de o persoană fizică sau juridică, diferită de o proprietate publică, adică de a cărei stăpânire beneficiază o administrație publică. Aceasta există sub formele de proprietate personală și mijloace de producție sau bunuri capitale.

## Vezi și
- Bun privat
- Drept de proprietate
- Sectorul privat